# Netzwerk Europäischer Eisenbahnen
Das Netzwerk Europäischer Eisenbahnen (NEE) e.V. ist ein in Deutschland ansässiger Verband, der private Unternehmen des Schienengüterverkehrs repräsentiert. Er wurde im Jahr 2000 gegründet und tritt seit 2022 unter dem Namen Die Güterbahnen auf.
Der Verband hat rund 110 Mitgliedsunternehmen und setzt sich für die Stärkung und Förderung des Schienengüterverkehrs und fairen Wettbewerb mit der bundeseigenen DB Cargo und dem konkurrierenden Straßengüterverkehr ein. Außerdem setzt sich der Verband für die Verlagerung von Güterverkehr von der Straße auf die Schiene ein. Im Jahr 2023 betrieben private Güterbahnen 56 Prozent des deutschen Schienengüterverkehrs.

## Geschichte
Der Verband entstand im Dezember 2000 unter dem Namen Netzwerk Privatbahnen. Die Gründung erfolgte aus dem Bedürfnis heraus, eine kollektive Stimme für private Eisenbahnverkehrsunternehmen zu schaffen, die in einem von der Deutschen Bahn dominierten Markt operierten. Dazu zählte vor allem, sich den Netzzugang und die Einhaltung von Regeln zu erkämpfen, da private Eisenbahnverkehrsunternehmen auf das Schienennetz, das der Deutschen Bahn gehört, weniger leicht Zugang bekamen als die Eisenbahnverkehrsunternehmen der Deutschen Bahn selbst. Der wichtigste Erfolg war in diesem Zusammenhang ein Vergleich der Bundesnetzagentur und der Deutschen Bahn vor dem OLG Düsseldorf im Jahr 2011, mit dem der Bahnstrommarkt für Dritte geöffnet wurde.
Seit Mai 2022 tritt das Netzwerk Europäischer Eisenbahnen (NEE) unter dem Namen Die Güterbahnen auf. Die Güterbahnen wollen als Verband für die privaten Eisenbahnverkehrsunternehmen neben der Deutschen Bahn Hauptansprechpartner der Politik in Angelegenheiten des Schienengüterverkehrs werden.
Die Güterbahnen waren Mitglied in der Beschleunigungskommission Schiene, die 2022 vom Bundesministerium für Digitales und Verkehr (BMDV) einberufen wurde. Das Gremium sollte Vorschläge für eine effizientere Planung und Umsetzung von Infrastrukturprojekten erarbeiten.
Der Verband hat sich seit seiner Gründung zu einem wichtigen politischen Akteur und Gesprächspartner in der deutschen Eisenbahnbranche entwickelt und nimmt eine zentrale Rolle bei politischen Verhandlungen, in der Interessenvertretung seiner Mitglieder und in der Öffentlichkeitsarbeit ein.

## Struktur und Mitglieder
Die Güterbahnen vertreten 110 Unternehmen, die im Schienengüterverkehr tätig sind. Insgesamt betrug die Verkehrsleistung des privaten Schienengüterverkehrs in Deutschland im Jahr 2023 rund 75 Milliarden Tonnenkilometer, dies entspricht einem Marktanteil von 56 Prozent. Die Mitglieder stammen aus verschiedenen Bereichen des Eisenbahnsektors, darunter private Eisenbahnverkehrsunternehmen und Logistikunternehmen. Fördermitglieder können auch Unternehmen werden, die nur mittelbar mit dem deutschen Schienengüterverkehr zu tun haben, wie beispielsweise Energieunternehmen, Consulting-Unternehmen oder IT-Dienstleister. Eine der zentralen Aufgaben des Verbandes ist der Erfahrungsaustausch zwischen diesen Unternehmen. Zu den Kooperationen gehören das Notfallmanagement, die Bereitstellung von Fachpersonal bei Unfällen, die Unterstützung bei technischen Herausforderungen wie dem Transport defekter Güterwagen und die Vereinheitlichung von Ausbildungsstandards.
Der langjährige Vorstandsvorsitzende (2013–2025) und Ehrenvorsitzende Ludolf Kerkeling erhielt im Oktober 2022 das Bundesverdienstkreuz am Bande für seine Verdienste um den klimafreundlichen Schienenverkehr. Als Chef der Havelländischen Eisenbahn AG (HVLE) war Kerkeling entscheidender Geburtshelfer für innovative Strecken-Hybridlokomotiven.
Die engsten Partner des Verbands sind der europäische Dachverband European Rail Freight Association (ERFA) und der Interessenverband mofair e. V., der private Unternehmen im Schienenpersonenverkehr vertritt. Seit 2024 gibt es zudem das Netzwerk Europäischer Eisenbahn Österreich, das rechtlich unabhängig ist, aber in Österreich ähnliche Aufgaben erfüllt wie Die Güterbahnen. Außerdem kooperiert der Verband mit der Forschungsstelle für deutsches und internationales Eisenbahnrecht, der Initiative Deutschlandtakt und dem Interessenverband ERFA Gleisanschluss GmbH.

## Politische Ziele
Die Hauptziele des Verbandes bestehen darin, den Güterverkehr auf der Schiene zu stärken bzw. wieder dorthin zu verlegen. Der Verband solidarisiert sich mit dem Vorhaben aus dem Koalitionsvertrag 2021, den Marktanteil des Schienengüterverkehrs bis 2030 auf 25 Prozent zu steigern, was durch gezielte politische Maßnahmen und den Einsatz moderner Technologien ermöglicht werden soll. Neben dem Klimaschutz setzt sich der Verband für faire Wettbewerbsbedingungen zwischen Schiene und Straße ein und fordert, dass Infrastruktur, Energie und andere natürliche Monopole diskriminierungsfrei zur Verfügung gestellt werden.
Die Güterbahnen setzen sich mit verschiedenen zentralen Themen auseinander, die für den Schienengüterverkehr von Bedeutung sind:
- Infrastruktur: 
Die Güterbahnen sehen in der Infrastruktur den entscheidenden Hebel, mehr Verkehr auf die Schiene zu verlagern. Die verkehrspolitischen Ziele zur Verkehrswende können demnach nur erreicht werden, wenn das Schienennetz weniger störanfällig wird und ausreichend Kapazität für Mehrverkehre bietet. Daran sollte der Bund zusammen mit dem Infrastrukturbetreiber DB InfraGO AG und den Nutzern der Infrastruktur arbeiten. Der Verband bewertet und kritisiert daher häufig aktuelle Entwicklungen und Störungen sowie Pläne von Regierung und DB InfraGO.[16][17] Der Verband fordert, dass die privaten Eisenbahnverkehrsunternehmen einen Sitz im Aufsichtsrat der DB InfraGO AG erhalten.[18][19]
- Umwelt- und Klimaschutz: 
Durch den Schienengüterverkehr können CO2-Emissionen signifikant gesenkt werden, da der Transport auf der Schiene sieben Mal weniger Treibhausgase produziert und vier Mal energieeffizienter ist als auf der Straße.[20] In diesem Zusammenhang setzt sich der Verband auch für den Ausbau von elektrifizierten Strecken und die Förderung von Technologien wie kranbare Trailer ein.[21][22]
- Wettbewerbsbedingungen: 
Die Güterbahnen setzen sich für fairen Wettbewerb im Eisenbahnsektor ein. Dazu gehören faire Regelungen sowohl im inter- als auch im intramodalen Wettbewerb. Der Verband fordert von der Politik eine Regulierung, die den Wettbewerb fördert und nicht zugunsten der großen Marktteilnehmer verzerrt oder Marktteilnehmer durch Subventionen bevorteilt.[23][24]
- Innovationen: 
Die Güterbahnen unterstützen die Digitalisierung des Betriebs, innovative Lok-Modelle (wie Dual-Mode-Lokomotiven, die sowohl elektrisch als auch mit Diesel fahren können) sowie die Modernisierung von Stellwerken und der Leit- und Sicherungstechnik. Moderne Technologien und Automatisierung sollen den Schienengüterverkehr effizienter und attraktiver für seine Kunden machen.[25]
- Gemeinwohlorientierte Infrastrukturgesellschaft: 
Der Verband spricht sich für eine Trennung der Infrastruktur (Schienennetze) von der Deutschen Bahn aus.[26] Nach Ansicht des Verbands komme es zu Interessenkonflikten, wenn sich die Schieneninfrastruktur als natürliches Monopol in einem gemeinsamen Konzern mit den Verkehrsunternehmen der Deutschen Bahn befindet. Diese Entflechtung wird als Schlüssel angesehen, um faire Wettbewerbsbedingungen für private Eisenbahnunternehmen zu schaffen und eine bessere Kontrolle des Staates über seine Infrastruktur zu bekommen.[27]

## Weitere Projekte

### Blog DB-Watch
Ein zentrales Kommunikationsmittel des Verbandes ist der Blog DB-watch.de, der sich mit der Deutschen Bahn und ihrer Tochtergesellschaft DB InfraGO AG beschäftigt. Der Blog wurde ins Leben gerufen, um auf Missstände in der Umsetzung von Infrastrukturprojekten hinzuweisen und diese nachvollziehbar zu machen. Die Beiträge auf db-watch.de liefern Analysen zu Infrastrukturthemen, wie z. B. den schleppenden Modernisierungsmaßnahmen der Deutschen Bahn und Personalmängeln auf Stellwerken. Ziel des Blogs ist es, Transparenz zu schaffen und eine öffentliche Diskussion über die Herausforderungen des deutschen Schienennetzes durch die Bereitstellung von Informationen zu fördern.

### Wettbewerber-Report Eisenbahnen
Alle zwei Jahre veröffentlichen Die Güterbahnen zusammen mit dem Schwesterverband im Schienenpersonenverkehr, mofair e. V., den Wettbewerber-Report Eisenbahnen. Dieser Report befasst sich mit den wichtigen Themen rund um den intra- und intermodalen Wettbewerb für die Verkehrsarten (Schienenpersonennahverkehr, Schienenpersonenfernverkehr, Schienengüterverkehr). Er setzt sich dabei unter anderem mit der Rolle der Deutschen Bahn als Staatskonzern im Verhältnis zu seiner privaten Konkurrenz auseinander.

### Wettbewerb: FDL – Finde Deinen Lieblingslotsen
2024 initiierte der Verband den Wettbewerb FDL – Finde Deinen Lieblingslotsen. Der Wettbewerb hat sich zum Ziel gesetzt, Stellwerkspersonal (Fahrdienstleiter) für außergewöhnlich gute Leistungen auszuzeichnen und so Aufmerksamkeit für deren herausfordernde Arbeitsbedingungen zu schaffen. Der Wettbewerb findet einmal jährlich statt.